# Krebeck
Krebeck est une municipalité allemande du land de Basse-Saxe et l'arrondissement de Göttingen.
En 1991, l'Institut géographique de Munich situe à Krebeck le centre géographique de l'Allemagne, une stèle rendant hommage à ce statut. La ville est cependant en concurrence avec les municipalités voisines de Niederdorla, Landstreit, Flinsberg et Silberhausen (Thuringe), qui se prévalent d'autres calculs effectués par des centres scientifiques.